# Аугустінас Вольдемарас
Аугустінас Вольдемарас (лит. Augustinas Voldemaras; 16 квітня 1883 — 16 травня 1942) — литовський державний діяч, науковець. Перший прем'єр-міністр Литви. Представник праворадикального крила Спілки литовських народовців.

## Життєпис

### Освіта та професійна діяльність
Аугустінас народився 16 квітня 1883 року в селі Дисна на території сучасної Литви. Попри бідність та неосвіченість батьків, юнак виявляв неабиякі здібності до навчання. Він закінчив державну школу у сусідньому Твярячусі, а потім, 1899 року, трирічну школу у Швянченісі. 1890 року переїхав до Санкт-Петербурга, де працював його брат. 1902 року Аугустінас вступив до гімназії, яку з відзнакою закінчив 1904. 1909 року Вольдемарас закінчив історико-філологічний факультет Імператорського Санкт-Петербурзького університету, а ще за рік здав магістерський іспит. Від 1911 до 1914 року був приват-доцентом університету. Стажувався в Італії та Швеції у 1914—1915 роках.
У вересні 1916 року Вольдемараса зарахували до штату історико-філологічного факультету Пермського відділення Імператорського університету Петрограда як екстраординарного професора. У 1916/1917 навчальному році викладав на кафедрі загальної історії, проводив заняття зі стародавніх мов на кафедрі класичної філології, а також з англійської мови. За «відмінну старанну службу» Вольдемараса в січні 1917 року нагородили орденом Св. Станіслава III ступеня, а в серпні того ж року затвердили професором Пермського університету. Тим не менше, Аугустінас не був задоволеним умовами життя в Пермі й завжди бажав повернутися до Литви.

### Початок політичної діяльності

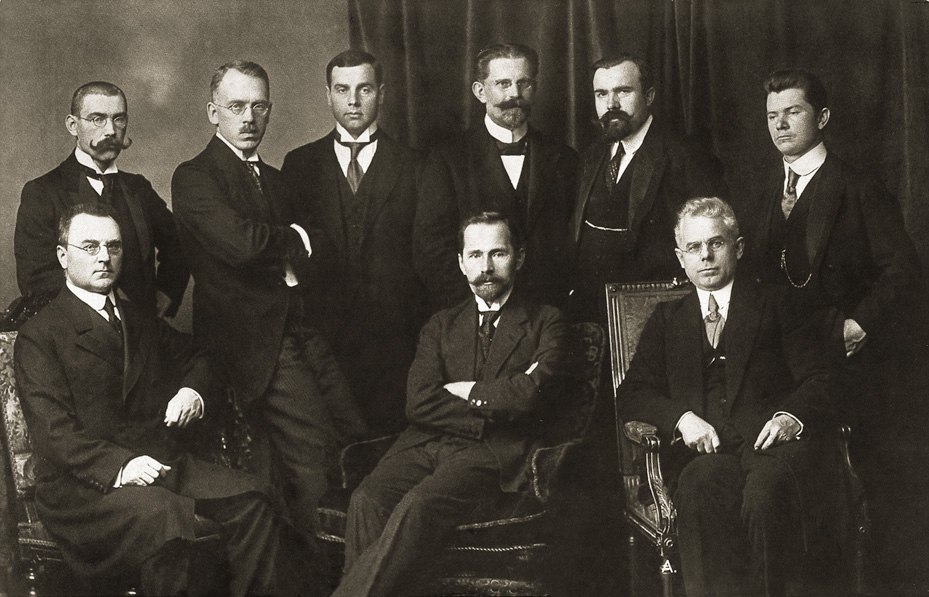
Таріба 1918 року. Вольдемарас стоїть крайній праворуч

1916 року Аугустінас Вольдемарас став одним із засновників «Партії національного прогресу» (лит. Tautos pažangos partija). Брав участь у Петербурзькому литовському сеймі у травні-червні 1917 року. У вересні того ж року представляв Литву на конгресі народів Росії у Києві. 1918 року професор остаточно повернувся до Литви, де його запросили увійти до складу Литовської Таріби після того, як кілька членів залишили її через зближення того державного органу з Німеччиною. Після програшу у Першій світовій війні остання визнала незалежність Литви та вивела з країни війська, а президія Таріби 4 листопада 1918 року обрала Вольдемараса прем'єр-міністром і доручила йому сформувати уряд. Брав участь у мирних перемовинах з Німеччиною та її союзниками у Бересті в січні 1918 року, формально входячи як радник до складу делегації Української Народної Республіки.

### Робота в уряді
11 листопада 1918 року Вольдемарас сформував перший кабінет міністрів, при цьому взявши на себе обов'язки міністра оборони (до 24 грудня 1918) та міністра закордонних справ (до 19 червня 1920). Головним пріоритетом зовнішньополітичної діяльності прем'єра стало проголошення нейтралітету Литвою, що мало б хоч на деякий час убезпечити країну від втручання агресивних сусідів у її внутрішні справи. 23 листопада 1918 року голова уряду і, за сумісництвом, перший міністр оборони Вольдемарас оголосив мобілізацію через напад Радянської Росії і підписав наказ про формування першого полку армії Литви (нині дата відзначається як День литовських воїнів). Вже 24 листопада Аугустінас Вольдемарас видав указ про створення Збройних сил Литви і призначив Кіпріана Кондратовича заступником міністра оборони.
21 грудня 1918 року Вольдемарас разом з президентом Смятоною виїхали за кордон для перемовин щодо грошової позики з Німеччини, а також для участі у Паризькій мирній конференції. Проте від'їзд прем'єра спричинив обурення в Литві та був розцінений як втеча від наступу Червоної армії. Заочно 26 грудня його замінили на посаді прем'єр-міністра на Міколаса Сляжявічуса. Тим не менше, розлючений подіями Вольдемерас, залишився на посаді міністра закордонних справ і представляв Литву на конференції в Парижі.

### Викладацька діяльність
Від 1920 року Вольдемарас викладав на Вищих курсах у Каунасі, на основі яких невдовзі відкрили Литовський університет (згодом Університет Вітовта Великого). Був професором Литовського університету від 1922 до 1926 року. 1923 року за статтю політичного змісту його політичні опоненти на місяць запроторили Вольдемараса до Варняйського трудового табору.

### Військовий переворот

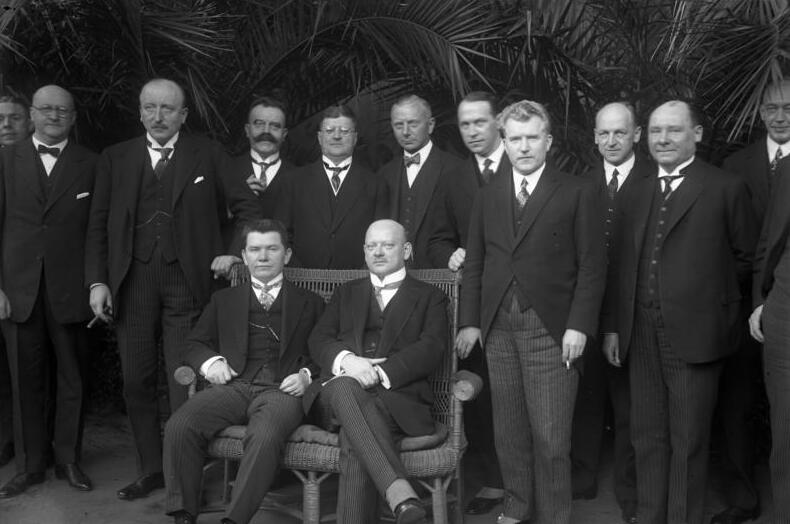
Вольдемарас (сидить ліворуч) і Густав Штреземан у Берліні (1928)

1926 року Вольдемараса обрали до лав Сейму від партії «Спілка литовських народовців» і дуже критично висловлювався щодо діяльності тогочасного президента Казіса Грінюса та його уряду, що прийшов до влади після виборів 1926 року.
У грудні того ж року Аугустінас Вольдемарас став одним з ініціаторів державного перевороту в Литві. Він, як і Смятона, підкреслював потребу надзвичайних повноважень для президента, а політичні партії не вважав важливими.

### Друге прем'єрство
Після перевороту Вольдемарас знову очолив уряд, перебував на посаді від 17 грудня 1926 до 23 вересня 1929 року, будучи одночасно міністром закордонних справ, а від 22 листопада 1928 року й тимчасово виконуючим обов'язки міністра оборони. 
В закордонній політиці новий прем'єр-міністр дотримувався принципу «ворог мого ворога є моїм другом» та вважав, що питання Вільнюса треба вирішувати через Берлін і Москву, разом з тим шукаючи підтримки СРСР проти Польщі. Проте, через рішення Ліги Націй, а також внаслідок створення Литовської церковної провінції та конкордат із Ватиканом, проблема Вільнюса ускладнилась. Вольдемарасу вдалося владнати це питання, підписавши конкордат із Ватиканом 27 вересня 1928 року.
6 травня 1929 року на нього було скоєно замах. Через розбіжності з іншими лідерами литовських націоналістів 1929 року його вивели з уряду. Наприкінці 1929 року його заслали до Платяляя, й потім жив під наглядом поліції в Зарасаї.

### Останні роки та смерть
Після невдалого путчу 7-8 червня 1934 року, здійсненого підконтрольною Вольдемарасу організацією «Залізний Вовк», політика засудили до дванадцяти років ув'язнення. 1938 року з нагоди двадцятої річниці проголошення незалежності Литви його амністували та вислали з країни.
Після невдалої спроби повернення на батьківщину 1939 року Аугустінас Вольдемарас разом з дружиною повернулись до вже окупованої радянськими військами Литви у червні 1940 року. Проте його затримали ще на кордоні й ув'язнили. Пізніше з'ясувалося, що Вольдемарас помер 16 грудня 1942 року, перебуваючи в Бутирській в'язниці Москви. Його місце поховання невідоме; меморіальний камінь з його ім'ям відкрили на цвинтарі Петрашуняй у Каунасі 2012 року.